# Vägsjön, Västerbotten
Vägsjön är en sjö i Vindelns kommun i Västerbotten och ingår i Sävaråns huvudavrinningsområde. Sjön har en area på 1,15 kvadratkilometer och ligger 243 meter över havet. Vägsjön ligger i Sävarån Natura 2000-område.

## Delavrinningsområde
Vägsjön ingår i det delavrinningsområde (715504-169583) som SMHI kallar för Utloppet av Vägsjön. Medelhöjden är 279 meter över havet och ytan är 12,38 kvadratkilometer. Räknas de 4 avrinningsområdena uppströms in blir den ackumulerade arean 38,26 kvadratkilometer. Vattendraget som avvattnar avrinningsområdet har biflödesordning 2, vilket innebär att vattnet flödar genom totalt 2 vattendrag innan det når havet efter 92 kilometer. Avrinningsområdet består mestadels av skog (86 procent). Avrinningsområdet har 1,15 kvadratkilometer vattenytor vilket ger det en sjöprocent på 9,3 procent.